# Graßlfing (Pentling)
Graßlfing ist ein Gemeindeteil der Gemeinde Pentling im Landkreis Regensburg (Oberpfalz, Bayern).

## Geschichte
In Urkunden zwischen 1147 und 1177 wurde der Ort als Grasolving und von 1177 bis 1201 Grasolvegin bezeichnet. Das Regensburger Kloster St. Emmeran war lange Grundherr. 1344 verlieh Kaiser Ludwig dem Abt von Kloster Prüfening mit den Dörfern Oberndorf, Matting und Graßlfing die Hofmarkgerechtsame. Landesherr waren die Herzöge von Bayern.
Graßlfing wurde mit dem bayerischen Gemeindeedikt von 1818 eine selbständige Gemeinde mit den Teilorten
- Graßlfing
- Hochstetten

Graßlfing war bis 1. Juli 1972 eine selbständige Gemeinde, danach kam diese zur Gemeinde Großberg. Großberg blieb bis 1. Mai 1978 selbständig, kam dann mit Graßlfing zu Pentling. Hochstetten ist seit 1. Mai 1978 bei Bad Abbach (Landkreis Kelheim, Niederbayern)